# Engen Petroleum

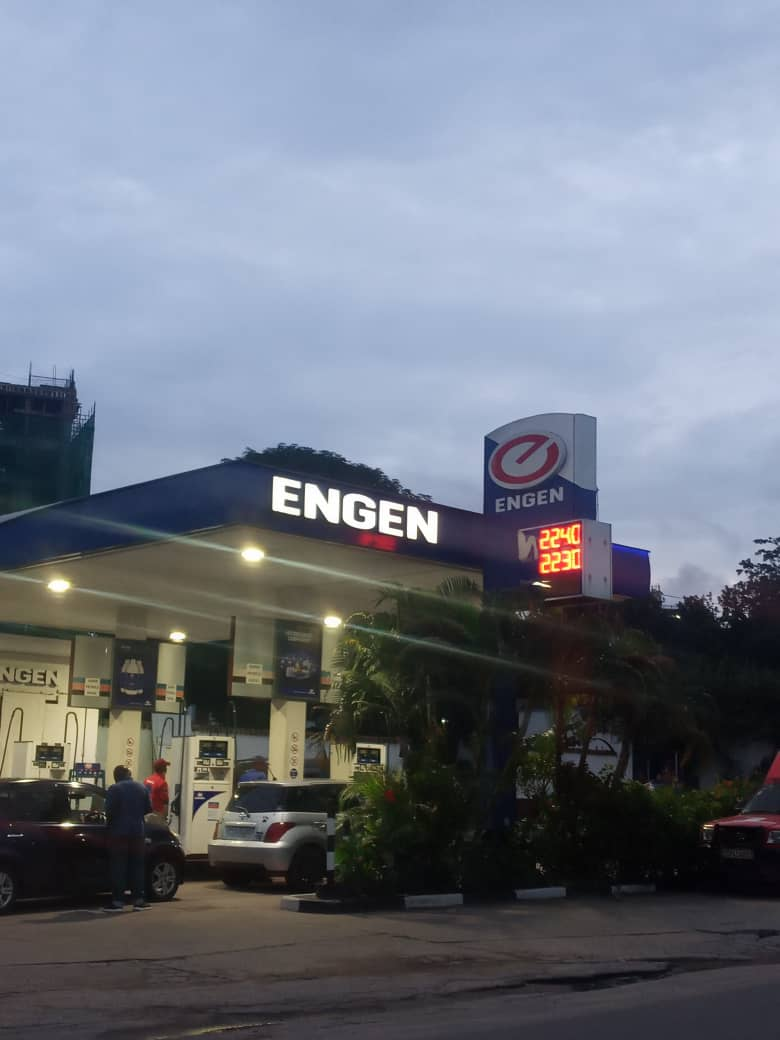
Station-service à Kinshasa (RDC).

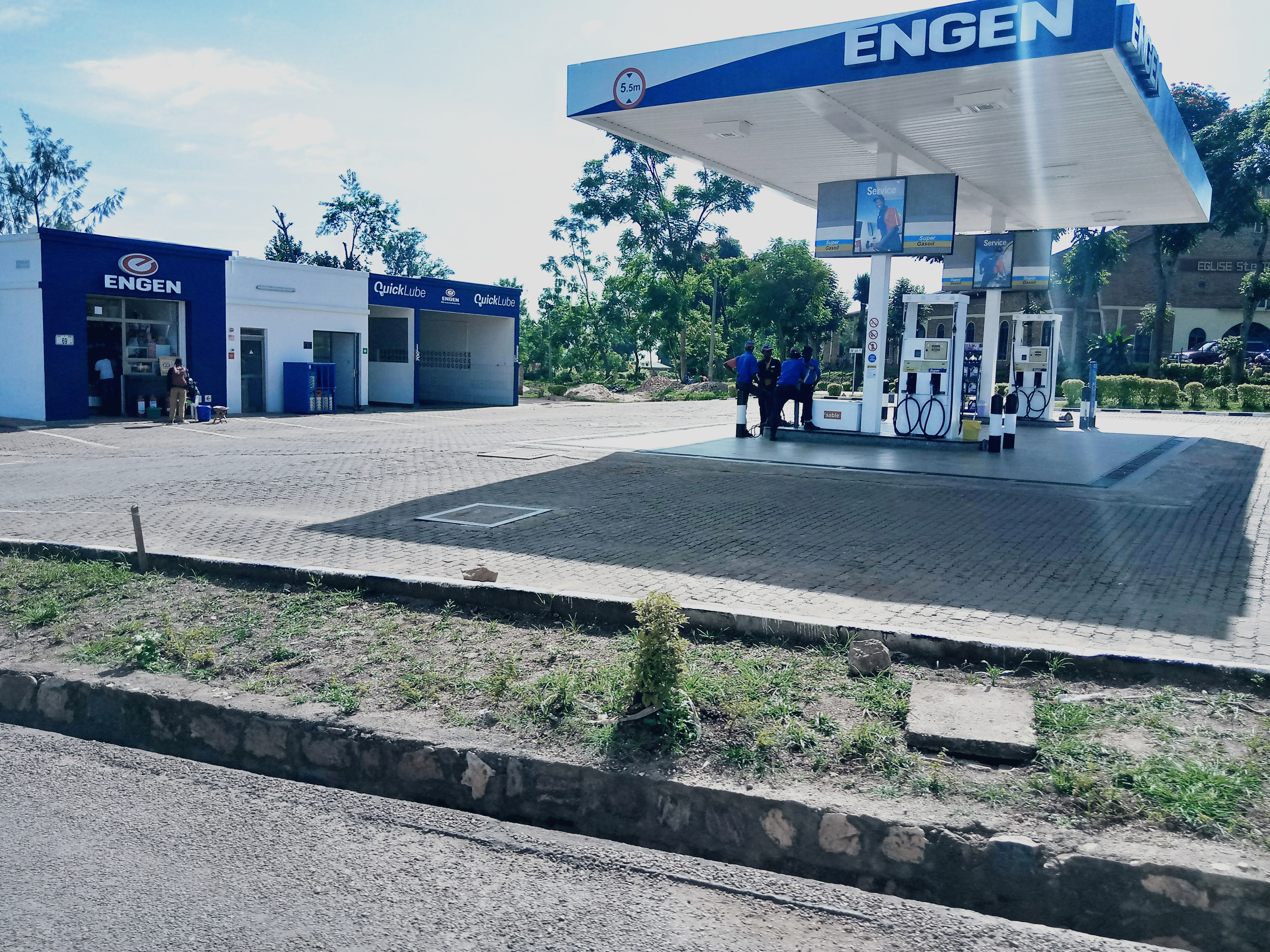
Station-service au Rwanda.

Engen Petroleum est une compagnie pétrolière sud-africaine, se concentre sur le marché des produits pétroliers raffinés en aval et les activités connexes.
Basée au Cap, Engen détient environ un quart du marché sud-africain de la vente au détail de produits pétroliers et exploite plus de 1 000 stations-service dans tout le pays.
L'entreprise est présente dans plus de 20 pays et exporte ses produits vers plus de 30 autres, principalement en Afrique et dans les îles de l'océan Indien.

## Histoire
Engen a été fondée à Durban en 1881 sous le nom de Natal Oil Company. Initialement axée sur la production de kérosène et d'autres produits pétroliers, l'entreprise a été créée pour répondre à la demande croissante de pétrole et de carburants, stimulée par l'industrialisation et l'urbanisation en Afrique du Sud.
Dans les années 1970, l'entreprise s'est diversifiée dans la production de diesel et de carburant aviation, produisant du carburant pour le marché sud-africain et l'exportation. La raffinerie Engen a été créée à Durban en 1971.
L'entreprise a commencé à opérer sous le nom d'Engen en 1990. Engen Limited a été cotée à la Bourse de Johannesbourg en 1992.
Entre 1996 et 2000, Engen a connu une expansion considérable, créant des filiales au Kenya, en Tanzanie, au Zimbabwe, en Zambie, au Ghana, au Burundi, en Ouganda et au Mozambique.
Au début des années 2000, Engen a commencé à investir dans des projets d'énergie renouvelable et à explorer des carburants alternatifs afin de diversifier son portefeuille énergétique.
En 2007, Engen a acquis une usine en République démocratique du Congo (RDC), puis en 2008 au Gabon, en Guinée-Bissau, au Burundi et au Rwanda.
En 2019, Engen a enregistré environ 150 millions de visites de clients dans ses stations-service sud-africaines.

## Opérations
Engen exploite environ 1 300 stations-service en Afrique subsaharienne et dans les îles de l'océan Indien. Plusieurs d'entre elles sont exploitées en franchise.
L'activité de la société au Botswana est cotée à la Bourse du Botswana et fait partie de l'indice des sociétés nationales BSE.
L'entreprise permet aux clients d'acheter de l'essence en chargeant des cartes de crédit ou de débit, ainsi que des cartes de fidélité, dans son application mobile Engen 1app.